# 陈晓君
陈晓君（1992年8月3日—），广东湛江雷州人，中國女子花样游泳運動員。

## 生涯
1996年，4歲的陈晓君开始学习舞蹈。至1999年，她在入读湛江市第十二小時，被林春庆教练選入霞山区业余体校学习游泳，期間被选進广东省花泳二队，正式开始专业花泳运动生涯。
2002年，陈晓君代表湛江参加在深圳举行的第十一届省运会，只拿到个人第7名；此後被選進国家青年花泳集训队。
2004年，陈晓君代表廣東参加全运会，並获第3名。一年後，又与劉鷗等队友为广东第一次夺得全国花泳集体冠军。
2007年，陈晓君首次代表国家青年花泳队出访俄罗斯和美国，並在美国公开赛拿下集体组合和个人两项冠军。同年，她又在全国花泳锦标赛拿到个人自由自选动作的冠军。
2009年，陈晓君正式入选中国国家花泳队，隨即代表國家在廣東佛山舉行的第八屆亞洲游泳錦標賽中，於单人技术自选项目比赛以87.400分得亚军。
2010年，陈晓君與隊友參加廣州亞運會花樣游泳比賽的集體及自由組合比賽，奪得兩面金牌。
2012年，陈晓君代表中国出戰英國倫敦舉行的奥林匹克运动会水上芭蕾比賽團體項目賽事。
2014年9月，陈晓君與隊友參加韓國仁川舉行的2014年亞洲運動會韻律泳比賽，在集体项目及自由組合項目奪得兩面金牌。